# KICK!
『KICK!』（キック）は、KICK THE CAN CREWのメジャー4枚目のアルバムである。

## 概要
オリジナル・アルバムとしては2004年発売の『GOOD MUSIC』以来約13年8か月ぶりとなる作品。2004年に活動を休止したKICK THE CAN CREWにとって活動再開後初のアルバムとなる。
初回限定盤はスペシャルパッケージ仕様で、ミュージック・ビデオおよびメイキング等を収録したDVDが付属。更に、初回限定盤・通常盤ともに初回プレス分には12月開催の全国ツアー「KICK THE CAN CREW CONCERT TOUR 2017」の先行抽選販売受付の案内が封入された。また、CD販売店舗やショッピングサイトごとに異なるオリジナルステッカーの特典も用意された。
2017年9月7日に日本武道館でスペシャルイベント「復活祭」を開催。
TBS系「音楽の日」、「COUNT DOWN TV」など、メディア出演も行った。
オリコンチャートでは初登場3位、TSUTAYAの販売CDアルバムランキングでは1位を獲得。

## 内容
本作が発売された2017年はKICK THE CAN CREWが結成され20周年となる節目の年である。2014年夏にKICK THE CAN CREW名義で「ROCK IN JAPAN FESTIVAL 2014」に出演するなど、3人揃ってのライブ活動は行っていたが新作のリリースは行っていなかった。ROCK IN JAPAN FESTIVAL出演後にすぐ音源を出す案もあったというが、結成20周年となる2017年に出すのが1番と考え、先延ばしとなっていた。メンバーのKREVAは「誰かに言われたからやるんじゃなくて、復活するきっかけを自分たちでつかみたかった」。LITTLEは「ゆかりのある場所と、呼んでくれた場所には喜んで出向いていった」という気持ちでフェスには参加しており、KICK THE CAN CREWの新たな楽曲制作の意識は少なかったという。
KICK THE CAN CREWの活動休止の理由の一つに、KICK THE CAN CREWが大きくなった結果ビッグビジネスになりすぎ、他の大人がたくさん関わってきて、みんなで動かすKICK THE CAN CREWになってしまったことをKREVAが当時を振り返り語っている。この活動休止の背景もあり、制作に至ってはメンバー3人でのみ集まり、制作中も今までにないくらい3人で話し合いをしたという。レーベルやマネジメントのスタッフいない中での制作が主で、3人でサビの部分を作るのに苦労をした曲もあったが、今までで1番いい作品になったとKREVAは語っている。「3人の中から出てきたものだけで作ることができた。」とLITTLEも語っている。また、サビの歌詞は全曲3人で作られ、3人が強く言いたいことを歌詞にし、その中で韻を踏める言葉を選定していったという
制作は2016年から始まり、1曲ごとにテーマを決めて制作するという手法で1ヵ月に1曲のペースで制作が行われた。最初はリリースをするかしないかは別で曲作りが行われたという。収録曲の全曲が活動再開後に新たに撮り下ろした楽曲となっている。また、トラックの候補の中から漏れたものはあるが、歌詞を載せた曲でアウトテイクになったものはなかったという。
トラックを提供したKREVAはKICK THE CAN CREW用に作ったトラックはなく、これまで自分が作った中からKICK THE CAN CREWに合うと思ったものをピックアップしたという。
収録曲の中では、結成年である1997年にインディーズから発売した「タカオニ」に近しい雰囲気の曲選びを行ったとし、本作の制作活動はこの頃の「誰に頼まれた訳でもないのに3人でラップを書いていた風景の復活」とKREVAが語っている。
アルバムのタイトルの候補はKICK!の他にグループ名である「KICK THE CAN CREW」や、「PARK MAN」、「CAN BACK!」などがあったという。スタッフが提示した「オーバーヘッドキック」も存在した。

## 収録曲

### CD
1. 全員集合
タイトルの全員集合は事務所の社長がアルバムのタイトルは全員集合がいいという案から生まれた言葉で、アルバムタイトルには採用されなかったが、そのワードを基に曲が制作された[11]。
2. 千％
9曲目の「I Hope You Miss Me a Little」に続き2番目にできた曲。LITTLEが熱い曲をやりたいとテーマに掲げ、制作された[11]。MCUのヴァースでは昔のKICK THE CAN CREWの歌詞やタイトルが複数使用されている。
本格的な活動再開とこのアルバム発売のアナウンスは、この楽曲の公開と共に行われた。
千%のPVがMTV VMAJ 2017 最優秀ヒップホップビデオ賞を受賞した[14]。
3. 今もSing-along
KREVAがリードボーカルを務めている。
4. SummerSpot
シングルになるような曲が欲しいという話から生まれた曲。曲中では掛け合いが行われている[11]。発売前の7月17日には24時間限定でこの曲の無料配信および、QRコード付きの『"SummerSpot"うちわ』が都内街頭、全国のタワーレコードにて数量限定で配布された。
5. なんでもないDays
トラックにはメンバーのハンドクラップも使われている[11]。
6. 完全チェンジTHEワールド
サビはKREVAがソロライブの準備で約2カ月間スタジオに入れない時期にMCUとLITTLEがスタジオで作ったものをメンバー3人で練ったものである[9]。
7. また戻っておいで
タイトルのフレーズはKREVAが考案したもので、このフレーズだけが先に浮かび、そのフレーズのみをMCUとLITTLEに提案し制作が行われた[9]。LITTLEは深夜の山手通りを歩きながらこの曲の歌詞を考えたという[11]。
8. また波を見てる
9. I Hope You Miss Me a Little
収録曲の中で最初に作られた楽曲。新曲としては「千％」「SummerSpot」に続き、発売前の7月25日に放送された特別番組『KICK THE CAN CREWのオールナイトニッポン（ニッポン放送）』にて初オンエアされた。KREVAがこの曲のヴァースを録り、たまたまスタジオに一緒にいたMCUとLITTLEに「14年ぶりに作る曲の一発目」と送ったら、歌詞に入っていたみかんにメンバーは反応し、MCUは気が楽になり、LITTLEは勘繰ってしまったというエピソードがある。KREVAはソロだったら絶対に入れないワードをぶち込み、制作に関しての敷居を一旦下げることが狙いだったという[9]。
10. タコアゲ
20年前の楽曲「カンケリ」「タカオニ」と関連付けたタイトルとなっている。KICK THE CREWの河川敷っぽさが出ている曲とLITTLEが述べている。MCUは正月に実際凧上げをした感覚を歌詞に反映させたという[11]。

### DVD（初回限定盤のみ）
| # | 曲名       | 内容        | 監督       |
| - | ---------- | ----------- | ---------- |
| 1 | 千％       | Music Video | 田辺秀伸   |
| 2 | SummerSpot | Music Video | 大喜多正毅 |
| 3 | 千％       | Making      |            |
| 4 | SummerSpot | Making      |            |